# Selle (affluent de la Somme)
Pour les articles homonymes, voir Selle.
La Selle ou Celle est une rivière de la région Hauts-de-France, dans les départements de l'Oise et de la Somme, affluent, en rive gauche, de la Somme.

## Géographie
La Selle a un cours de 39 kilomètres, entièrement dans l'ancienne région Picardie, prend sa source à Catheux, à l'altitude de 110 mètres, au nord de Crèvecœur-le-Grand dans l'Oise.
S'écoulant nord - nord-est, elle pénètre dans le département de la Somme et traverse l'Amiénois, elle arrose Conty où elle reçoit les Évoissons, puis Saleux, Salouël et Pont-de-Metz et atteint la rive gauche de la Somme à Amiens à l'altitude de 21 mètres.
Elle rentre dans Amiens, avec deux bras (dont La Haute Selle) en passant derrière le stade de la Licorne, le parc des expositions Mégacité et l'hippodrome, passe au bout de la promenade de la Hotoie et du zoo d'Amiens, et au droit de la station d'épuration, avant l'île Sainte-Aragone, en face du cimetière de La Madeleine à Amiens.
La largeur moyenne en eau est de 6 à 10 mètres.
Au-delà de Conty, elle comprend de nombreux étangs, fort appréciés des pêcheurs, ainsi que des gravières.
Dans l'Oise, son nom s'orthographie Celle, mais Selle dans la Somme.

### Communes et cantons traversés
La Selle traverse dix-huit communes dans deux départements :
- trois dans l'Oise : Catheux (source), Fontaine-Bonneleau puis Croissy-sur-Celle, ainsi que
- quinze dans la Somme : d'abord Monsures puis Conty, Tilloy-lès-Conty, Lœuilly, Neuville-lès-Lœuilly, Nampty, Fossemanant, Prouzel, Plachy-Buyon, Bacouel-sur-Selle, Vers-sur-Selles, Saleux, Salouël, Pont-de-Metz et enfin Amiens (embouchure).

En termes de cantons, la Selle prend sa source dans le canton de Crèvecœur-le-Grand dans l'Oise, puis traverse, dans la Somme, les canton de Conty et canton de Boves puis conflue dans le canton d'Amiens-7-Sud-Ouest, le tout dans les deux arrondissement de Beauvais et arrondissement d'Amiens.

### Toponymes
La Selle a donné son hydronyme aux communes de Croissy-sur-Celle, Bacouel-sur-Selle, Vers-sur-Selles, ainsi qu'à la nouvelle commune de Ô-de-Selle.

### Bassin versant
La Selle traverse une seule zone hydrographique « La Selle et le Canal de la Somme de l'écluse numéro 18 Montières à l'écluse numéro 19 Ailly » (E642).
Le bassin versant de la Selle est de 711 km2 de superficie avec affluents.

### Organisme gestionnaire
L'organisme gestionnaire est l'Association syndicale de la rivière Selle et de ses affluents, créé par arrêté préfectoral du 20 décembre 1858, son siège est à la mairie de Lœuilly. Celle-ci est adhérente à EPTB Somme ou AMEVA.

## Affluents
La Selle a deux affluents contributeurs en rive gauche :
- Les Évoissons (rg[note 3]), 25,5 km sur douze communes avec trois affluents et de rang de Strahler trois.
- le canal de Lamoricière (rg), 3,1 km[7], qui traverse quatre communes dans la Somme, dans le canton de Conty : Neuville-lès-Lœuilly (source), Nampty, Fossemanant, Prouzel (embouchure).

En revanche, dans la zone des étangs au-delà de Conty, la carte IGN (Géoportail et Google Maps), signale deux autres ruisseaux : 
- sur la rive gauche :
  - la rivière Anglaise qui s'appelle plus loin le ruisseau Le Platier, et confluant à Lœuilly.
- sur la rive droite :
  - le ruisseau le Poncelet confluant aussi à Lœuilly.

Cette zone a donné lieu à une promenade topographiée La Coulée Verte de Lœuilly à Conty.

### Rang de Strahler
Le rang de Strahler de la Selle est donc de quatre par les Évoissons.

## Hydrologie
Son régime hydrologique est dit pluvial océanique.

### La Selle à Plachy-Buyon
La Selle a été observée à la station E6426010 de Plachy-Buyon de 1981 à 2014, pour un bassin versant de 524 km2 à 39 m d'altitude.
Le module ou moyenne annuelle de son débit est à Plachy-Buyon de 4,0 m3/s.

### Étiage ou basses eaux
À l'étiage, c'est-à-dire aux basses eaux, le VCN3, ou débit minimal du cours d'eau enregistré pendant trois jours consécutifs sur un mois, en cas de quinquennale sèche s'établit à 2,7 m3/s, ce qui reste très confortable,.

### Crues
Sur cette courte période d'observation, le débit journalier maximal a été observé le 10 avril 2001 pour 10,50 m3/s. Le débit instantané maximal a été observé le 7 avril 2001 avec 10,70 m3/s en même temps que la hauteur maximale instantanée de 1 090 mm soit 1,09 m.
Le QIX 2 est de 6,5 m3/s et le QIX 5 est de 7,8 m3/salors que les QIX 10 est de 8,6 m3/s, le QIX 20 est de 9,4 m3/s, et le QIX 50 est de 10 m3/s. Le QIX centennal n'a pas été calculé vu la période d'observation de trente-quatre ans.
En 2001, la vallée de la Somme a été touchée par des inondations d'une ampleur exceptionnelle, dues en grande partie à la remontée de la nappe phréatique (voir le rapport de la commission d'enquête sénatoriale), ce qui explique aussi la faible variabilité saisonnière. La nappe phréatique stockant l'eau sous le plateau calcaire picard renvoie les trop-pleins dans les vallées creusées.

### Lame d'eau et débit spécifique
La lame d'eau écoulée dans cette partie du bassin versant de la rivière est de 241 millimètres annuellement, ce qui est inférieur à la moyenne en France. Le débit spécifique (Qsp) atteint 7,6 litres par seconde et par kilomètre carré de bassin.

## Aménagements et écologie
Son cours a alimenté de nombreux moulins, puis des industries telles que la papeterie de Prouzel, qui a occasionné une pollution mémorable vers 1860.

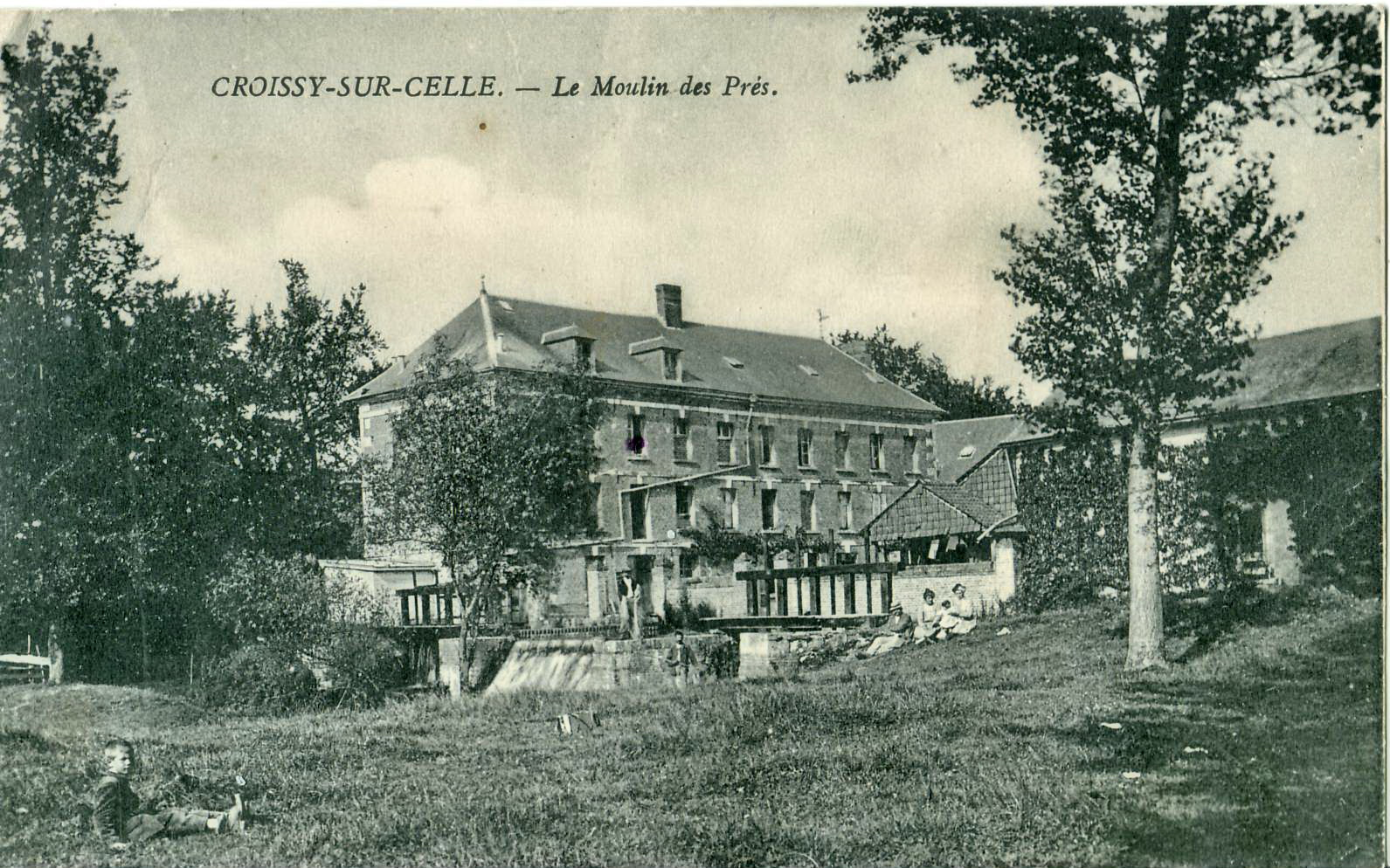
Le moulin des Prés, entre Fontaine-Bonneleau et Croissy-sur-Celle.
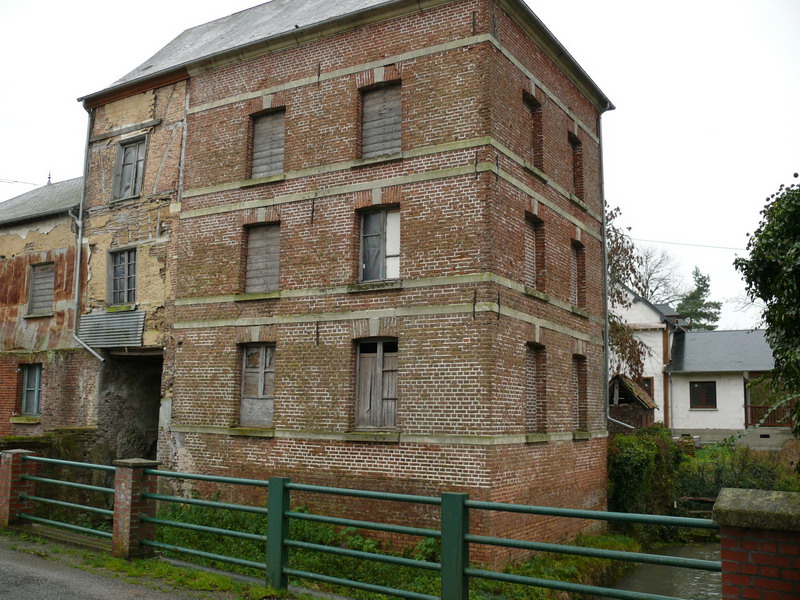
Le moulin des Moines à Croissy-sur-Celle.
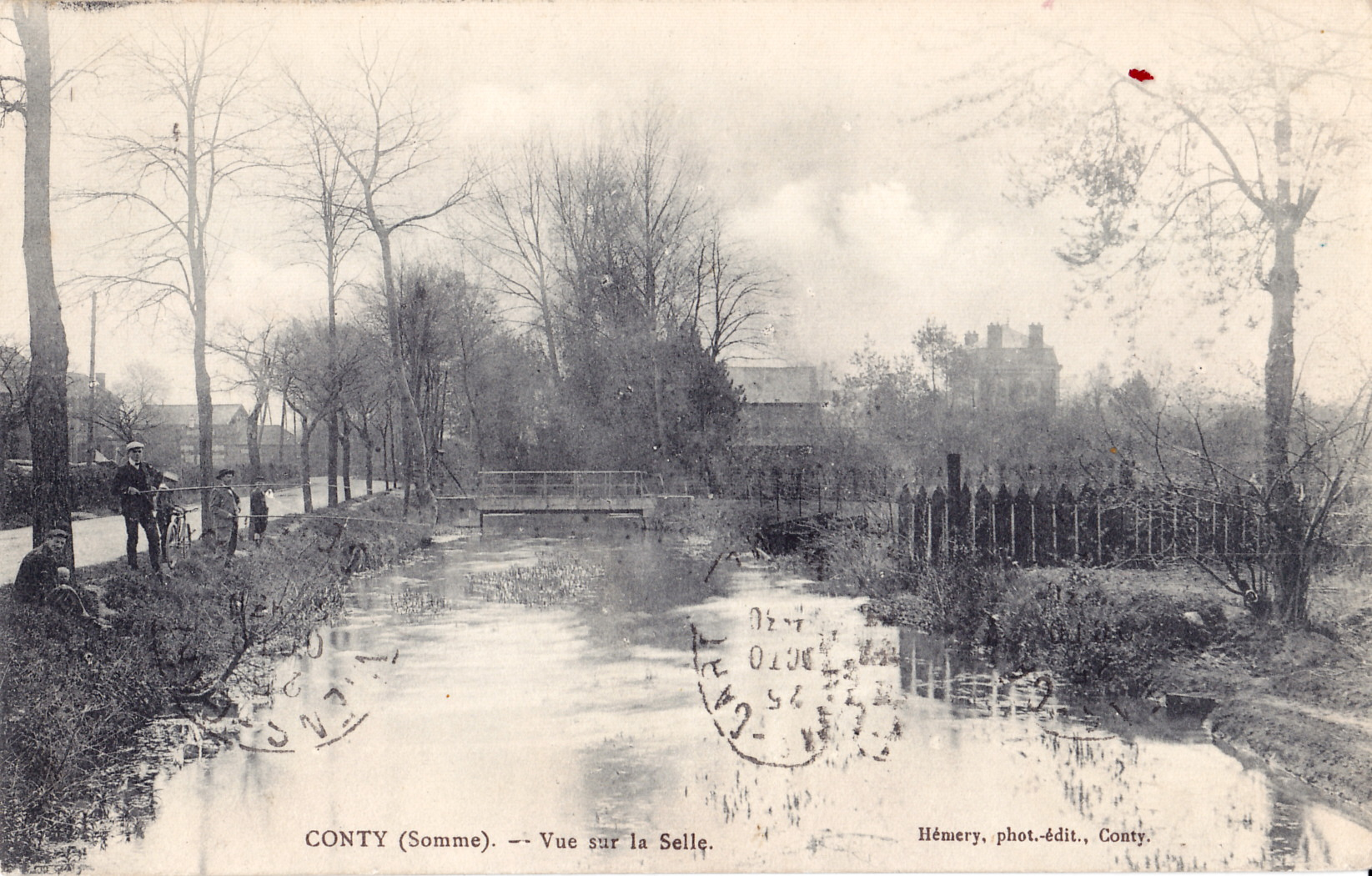
La Selle à Conty.
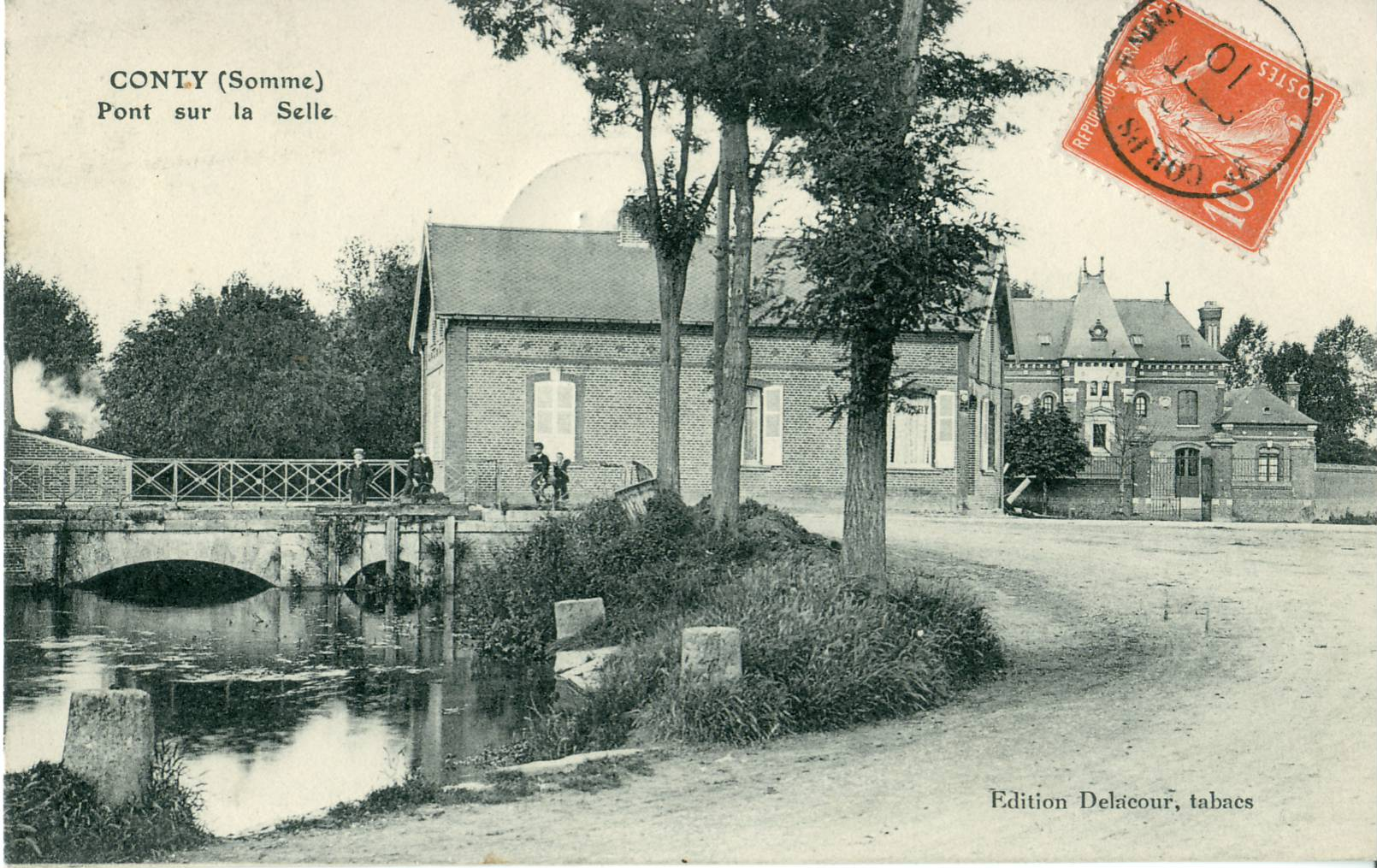
Pont-barrage à Conty.
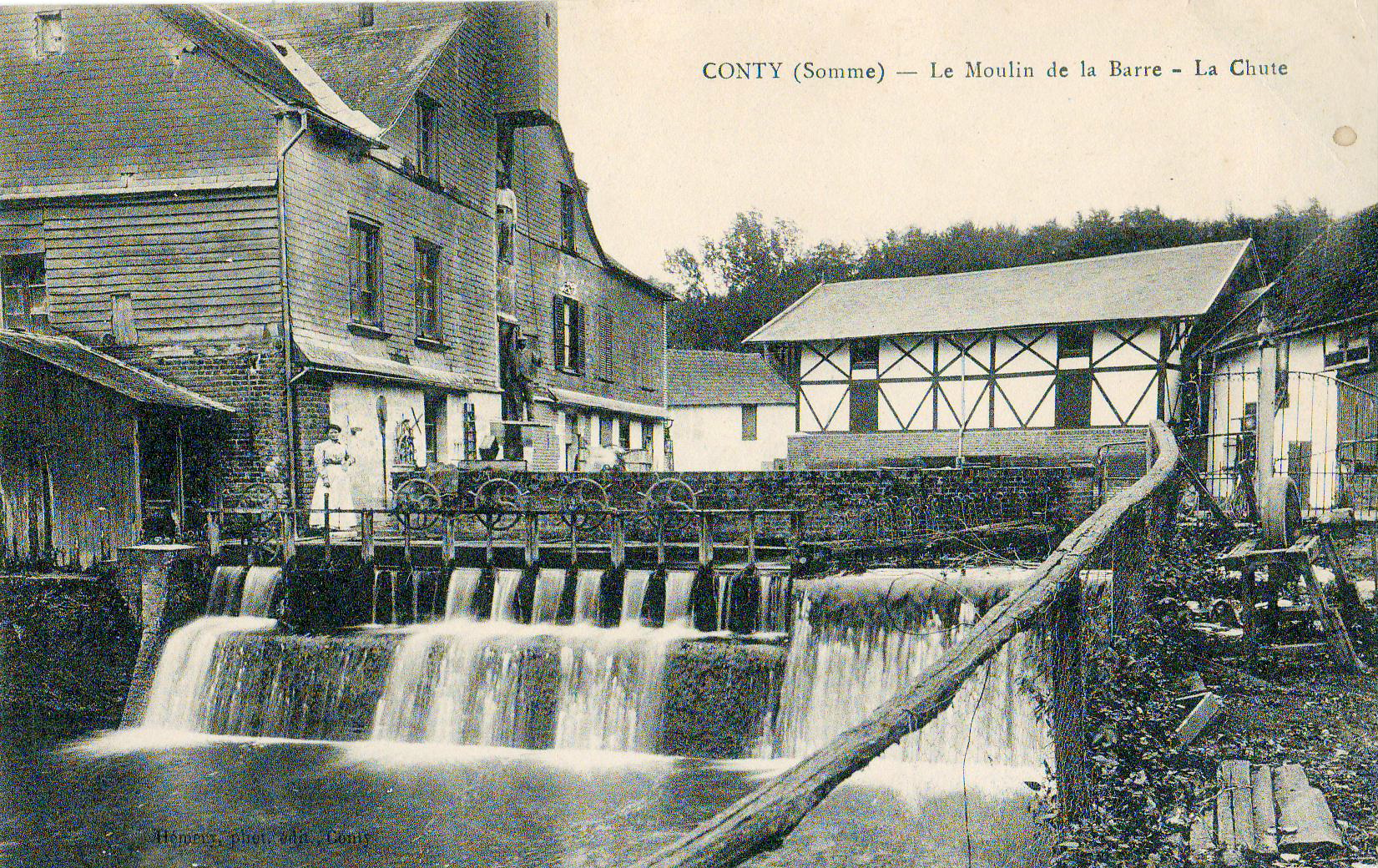
Moulin de la Barre à Conty.

Cet axe naturel a aussi servi aux chemins de fer pour relier deux capitales picardes, Amiens et Beauvais par la ligne de Saint-Omer-en-Chaussée à Vers, aujourd'hui abandonnée.
Une station "poissons" est installée à Conty et deux stations qualité à Saleux ( à l'entrée de l'agglomération d'Amiens)  et Monsures (première commune parcourue dans la Somme).

### Classement piscicole
La Selle est une rivière à truite, classée en cours d'eau de première catégorie.